# Île Pariseau
Île Pariseau är en ö i Laval i Kanada.   Den ligger i floden  Rivière des Prairies i provinsen Québec, i den sydöstra delen av landet, 140 km öster om huvudstaden Ottawa.
Runt Île Pariseau är det i huvudsak tätbebyggt. Runt Île Pariseau är det mycket tätbefolkat, med 1 313 invånare per kvadratkilometer.